# 冯·布劳恩环形山
冯·布劳恩环形山（Von Braun）是位于月球正面风暴洋西侧的一座大型古陨坑，约形成于39.2-38.5亿年前的酒海纪，其名称取自德国火箭总设计师暨美国航空航天工程主设计师韦恩赫尔·冯·布劳恩（1912年-1977年），1994年被国际天文学联合会正式批准接受。

## 描述

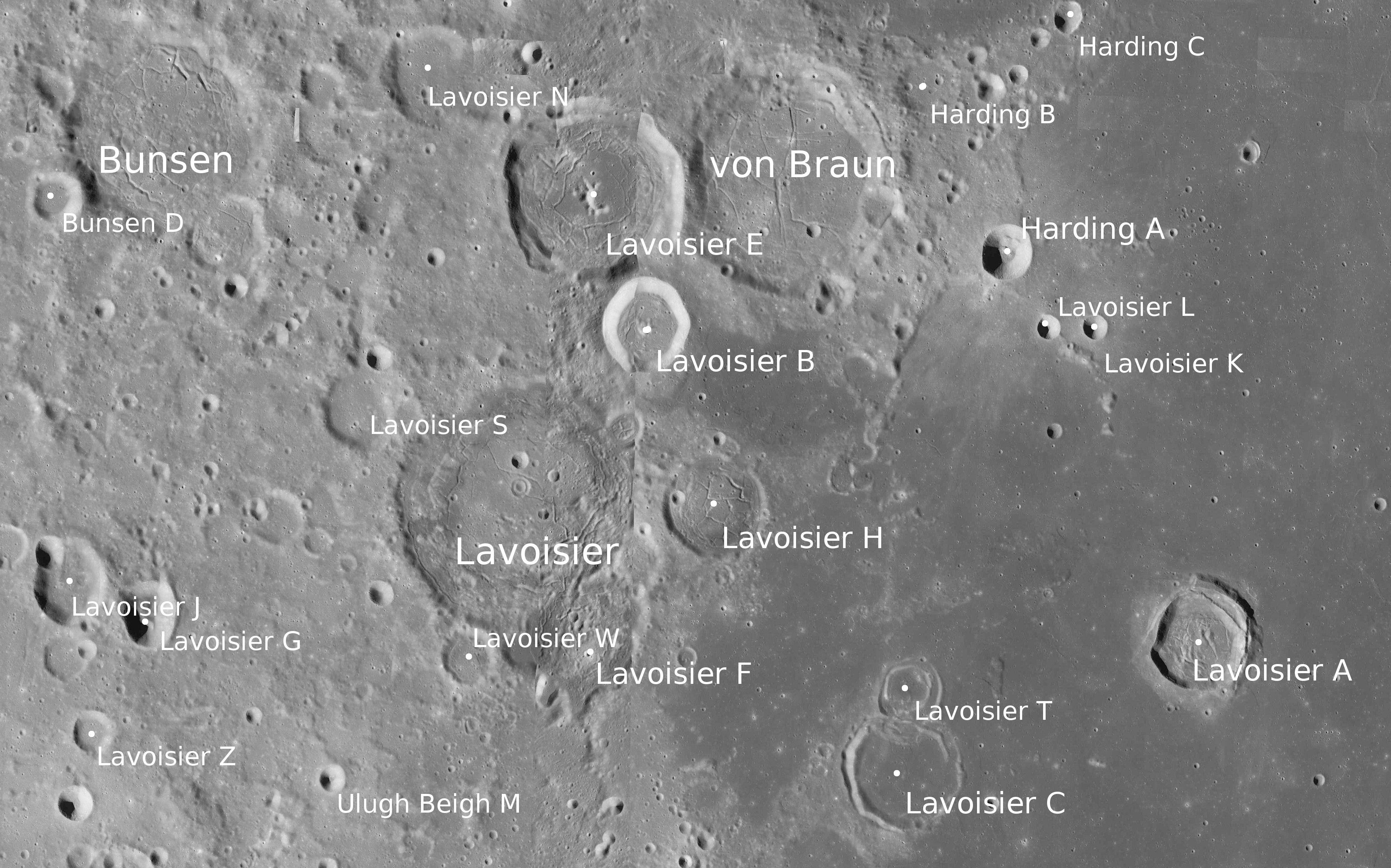
冯·布劳恩环形山的周边，月球勘测轨道飞行器拍摄。

该陨坑西侧及西北分别毗邻本生环形山和杰勒德环形山，西南靠近拉瓦锡环形山，更小但更突出的哈丁陨石坑则位于它的东北偏东方。该陨坑中心月面坐标为41°06′N 78°00′W / 41.1°N 78.0°W，直径61.83公里，深度约2.72公里。
冯·布劳恩环形山外观呈不规则圆形状，南北方向稍长。坑壁已受到一定程度的后续撞击侵蚀，环坑沿覆盖了一系列的撞击坑，其中最醒目的是位于西侧边缘上的卫星坑冯·布劳恩 E，其外侧壁重叠在冯·布劳恩环形山的内侧壁上。冯·布劳恩环形山的东南和西北内侧壁已部分坍塌，并形成一道阶地状凸崖。它的坑壁最大高出周边地形1220米，内部容积约3268立方千米。坑内地表已被熔岩覆盖、抚平，并随熔岩的凝固收缩形成一系列纵横的月溪，主要集中于西半侧坑底。此外，坑底还散布有许多小坑穴，在东南部可看到一座圆杯状的小陨坑。
1994年被国际天文学联合会正式命名前，该陨坑曾被指名为卫星坑拉瓦锡 D（所谓的卫星坑标记法：以所靠近的主坑名+字母来命名）。

## 参引资料
1. 1 2 3 4  Lunar Impact Crater Database
2. ↑   (PDF).   [2017-03-26]. （原始内容存档 (PDF)于2018-05-30）.
3. ↑  .   [2017-03-26]. （原始内容存档于2020-11-27）.

## 另请参阅
- Andersson, L. E.; Whitaker, E. A. . NASA RP-1097. 1982.
- Blue, Jennifer. . USGS. July 25, 2007  [2007-08-05]. （原始内容存档于2015-05-26）.
- Bussey, B.; Spudis, P. . New York: Cambridge University Press. 2004. ISBN 978-0-521-81528-4.
- Cocks, Elijah E.; Cocks, Josiah C. . Tudor Publishers. 1995. ISBN 978-0-936389-27-1.
- McDowell, Jonathan. . Jonathan's Space Report. July 15, 2007  [2007-10-24]. （原始内容存档于2015-01-12）.
- Menzel, D. H.; Minnaert, M.; Levin, B.; Dollfus, A.; Bell, B. . Space Science Reviews. 1971, 12 (2): 136–186. Bibcode:1971SSRv...12..136M. doi:10.1007/BF00171763.
- Moore, Patrick. . Sterling Publishing Co. 2001. ISBN 978-0-304-35469-6.
- Price, Fred W. . Cambridge University Press. 1988. ISBN 978-0-521-33500-3.
- Rükl, Antonín. . Kalmbach Books. 1990. ISBN 978-0-913135-17-4.
- Webb, Rev. T. W.  6th revised. Dover. 1962. ISBN 978-0-486-20917-3.
- Whitaker, Ewen A. . Cambridge University Press. 1999. ISBN 978-0-521-62248-6.
- Wlasuk, Peter T. . Springer. 2000. ISBN 978-1-85233-193-1.